# Artisornis metopias
El sastrecillo africano (Artisornis metopias) es una especie de ave paseriforme de la familia Cisticolidae propia del este de África.

## Distribución y hábitat
Se la encuentra en Mozambique y Tanzania. Su hábitat natural son los bosques montanos húmedos tropicales.